# Nemesia crassimana
Nemesia crassimana is een spinnensoort in de taxonomische indeling van de bruine klapdeurspinnen (Nemesiidae).
Nemesia crassimana werd in 1873 beschreven door Simon.